# بيت والتر
بيت والتر هو منافس ألعاب قوى كندي، ولد في 29 مارس 1905، وتوفي في 23 سبتمبر 1974.

## وصلات خارجية
- بيت والتر على موقع أوليمبيديا (الإنجليزية)